# Panesthia tepperi
Panesthia tepperi är en kackerlacksart som beskrevs av Kirby, W. F. 1903. Panesthia tepperi ingår i släktet Panesthia och familjen jättekackerlackor. Inga underarter finns listade i Catalogue of Life.